# شهرستان اسلایگو
شهرستان اسلایگو (به ایرلندی: Contae Shligigh؛ به انگلیسی: County Sligo) شهرستانی در ایرلند است که در منطقه بوردر واقع شده‌است و بخشی از استان کوناکت محسوب می‌شود.
نام این شهرستان از شهر اسلایگو گرفته شده‌است و شورای شهرستان اسلایگو حاکمیت محلی این شهرستان را به عهده دارد.
طبق سرشماری سال ۲۰۱۱ جمعیت این شهرستان ۶۵٬۳۹۳ نفر بوده‌است که آن را به سومین شهرستان پرجمعیت استان تبدیل کرده‌است.

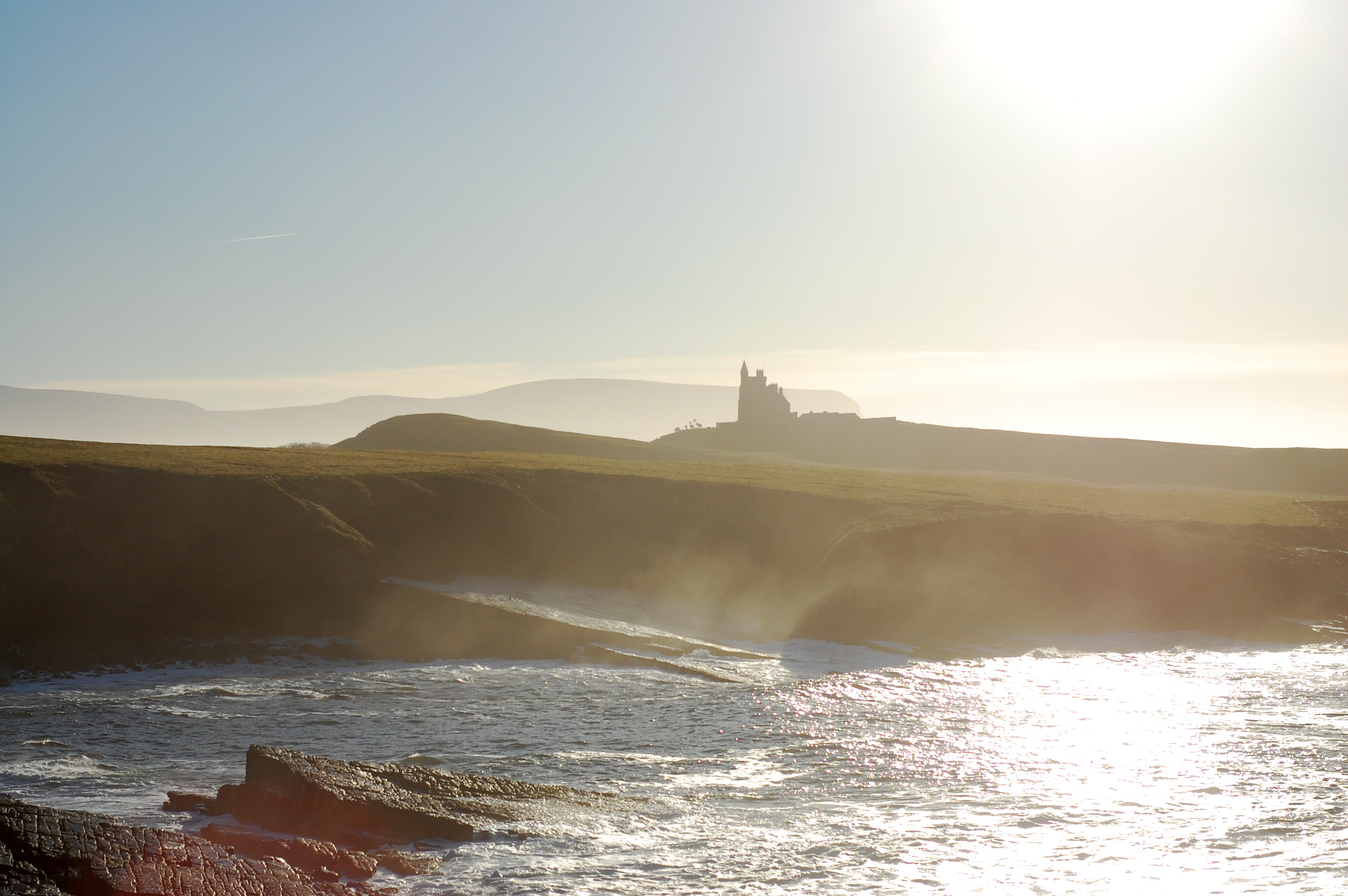
خط ساحلی اسلایگو

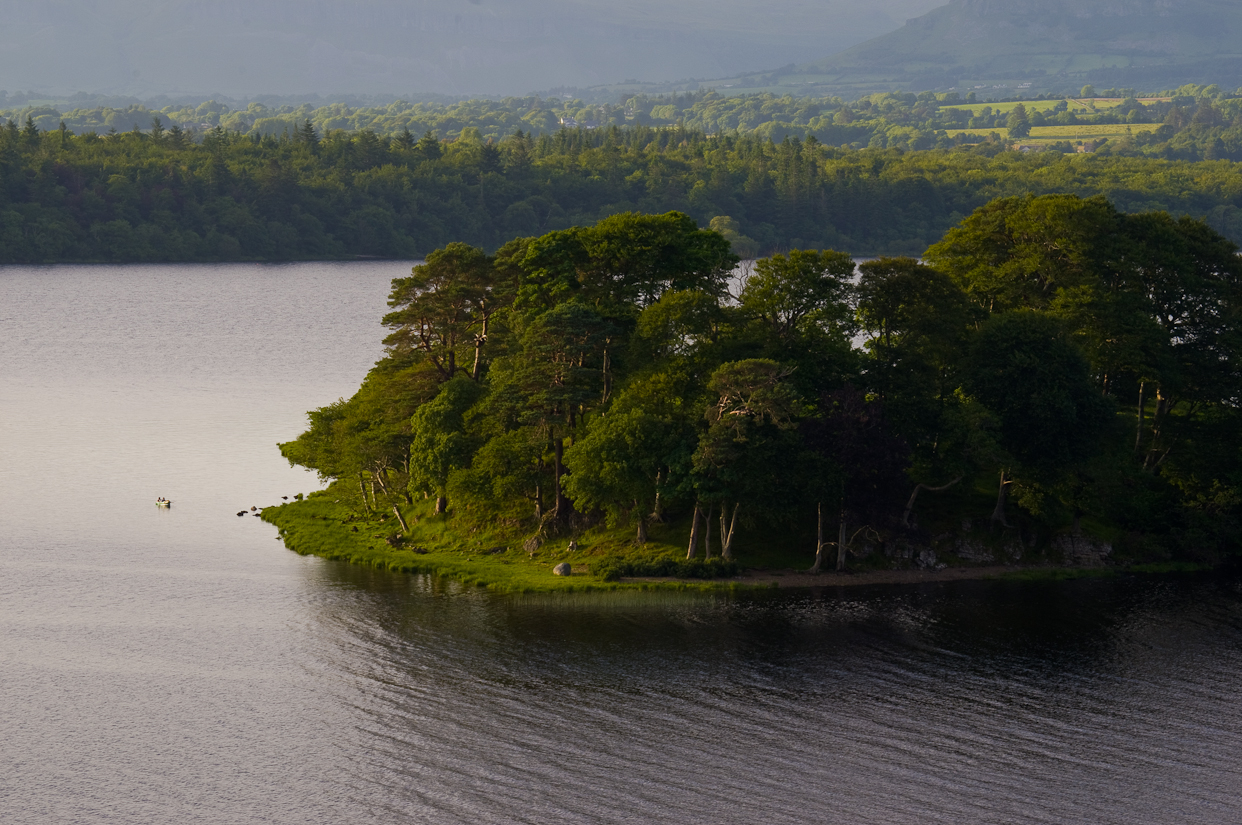
جزیره بی‌زی در دریاچه گیل

## جغرافیا و جمعیت

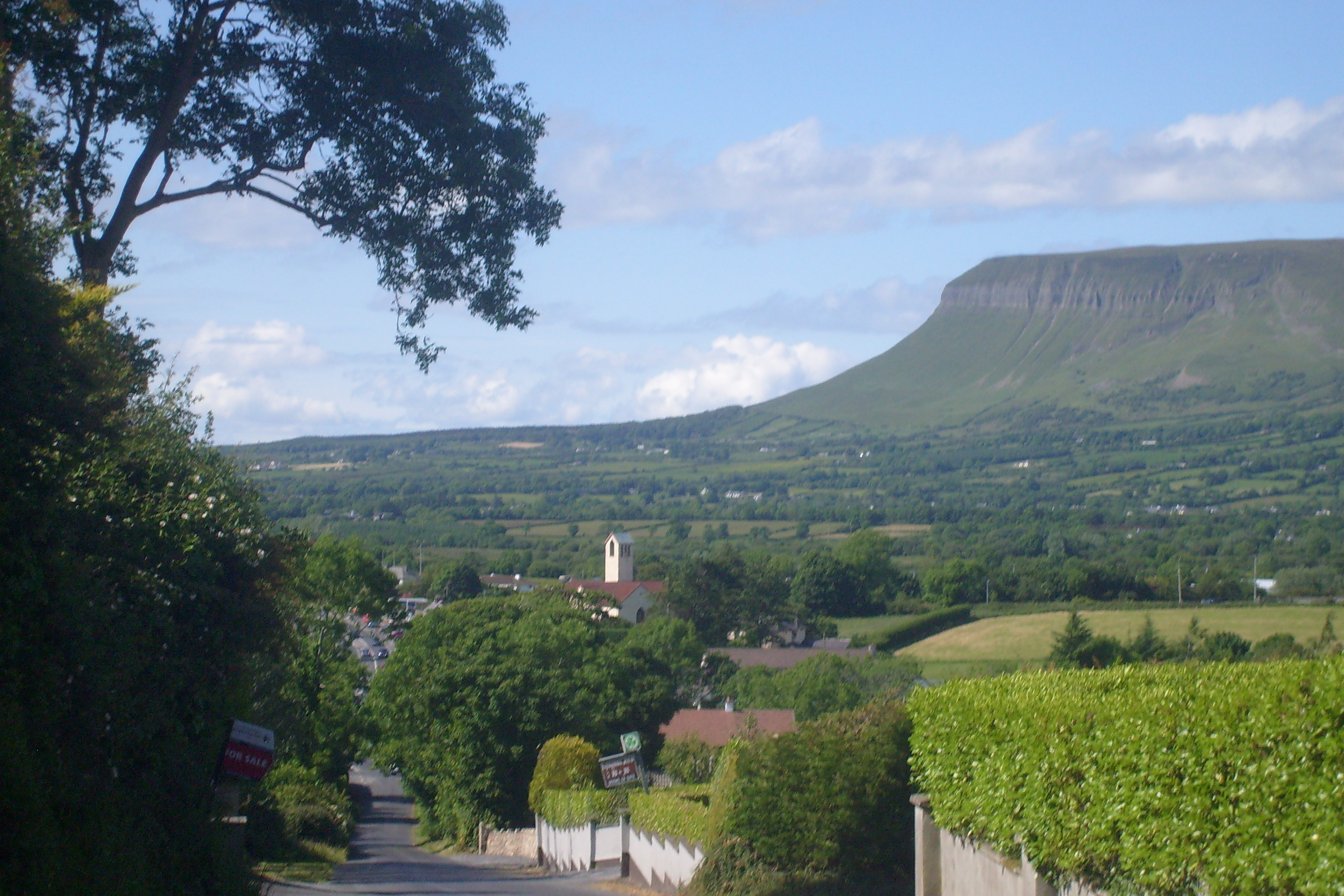
حومه شهر اسلایگو

در میان ۳۲ شهرستان ایرلند، اسلایگو از نظر مساحت، بیست و دومین شهرستان بزرگ و از نظر جمعیت، بیست و ششمین شهرستان پرجمعیت برآورد شده‌است. و در میان پنج شهرستان کوناکت چهارمین شهرستان بزرگ و از نظر جمعیت سومین شهرستان پرجمعیت است.
مرزهای این شهرستان به شهرستان مایو از غرب، شهرستان رسکومون از جنوب و جنوب شرق و شهرستان لیتریم از شمال شرق محدود شده‌است.

### بزرگترین شهرها

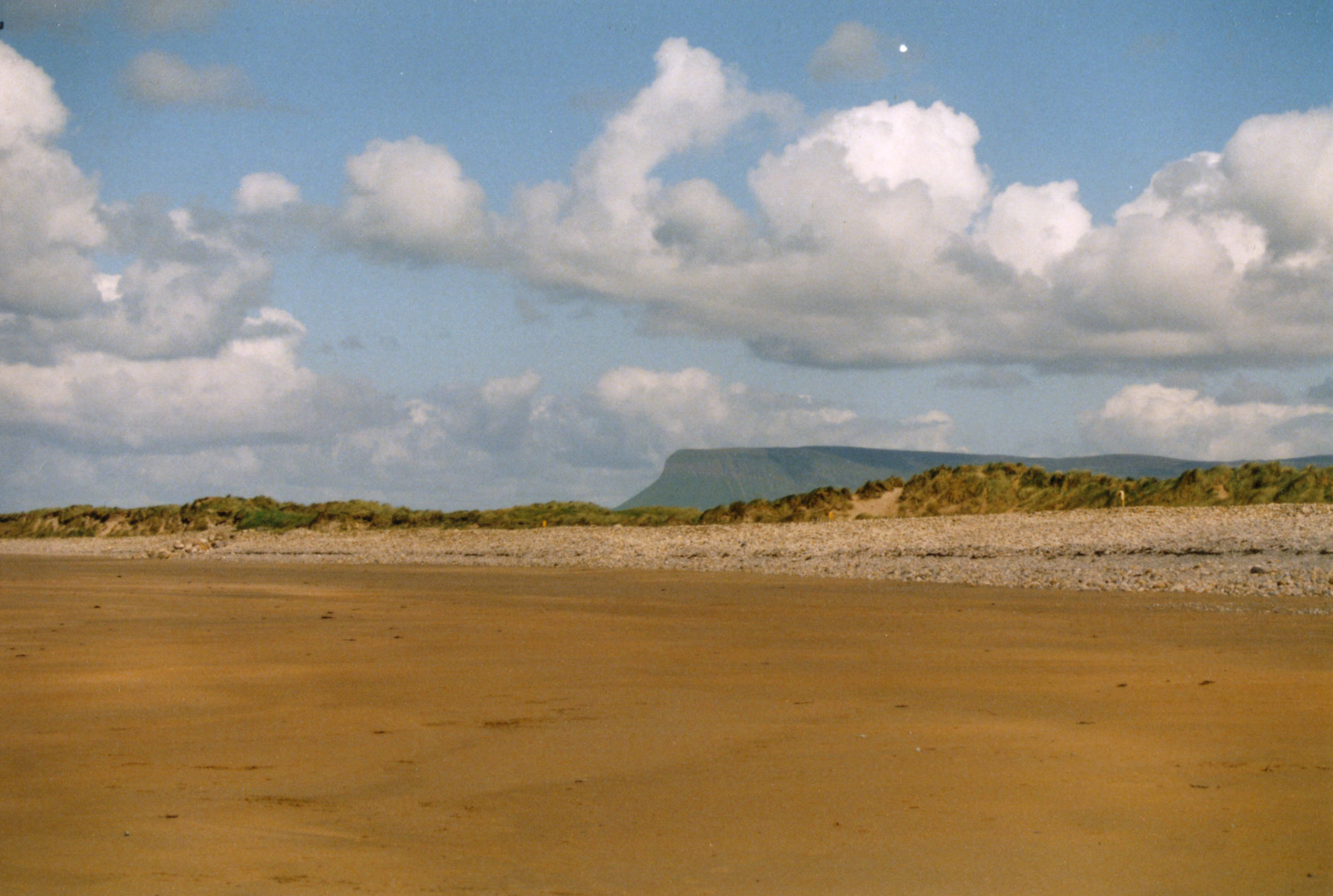
ساحلی در نزدیکی استرندهیل

بزرگترین شهرهای این شهرستان طبق سرشماری ۲۰۱۱ به این ترتیب است:
1. اسلایگو ۱۹٬۴۵۲
2. توبرکوری ۱٬۷۴۷
3. استرندهیل ۱٬۵۹۶
4. بالیموت ۱٬۵۳۹
5. کولونی ۱٬۳۶۹